# سقالات النانو
سقالات النانو هي عملية طبية تستخدم لإعادة نمو الأنسجة والعظام، بما في ذلك الأطراف والأعضاء. سقالة النانو عبارة عن هيكل ثلاثي الأبعاد يتكون من ألياف بوليمر صغيرة جدًا يتم قياسها بمقياس نانومتر (10−9 م). تستخدم التكنولوجيا الطبية، التي طورها الجيش الأمريكي، جهازًا مجهريًا مصنوعًا من ألياف بوليمر دقيقة تسمى سقالة. تلتصق الخلايا التالفة بالسقالة وتبدأ في إعادة بناء العظام والأنسجة المفقودة من خلال ثقوب صغيرة في السقالة. ومع نمو الأنسجة، يتم امتصاص السقالة في الجسم وتختفي تمامًا.
كما تم استخدام سقالات النانو لإعادة نمو الجلد المحروق. ولا يمكن لهذه العملية أن تعيد نمو أعضاء معقدة مثل القلب.
تاريخيًا، يعود تاريخ البحث عن السقالات النانوية إلى أواخر الثمانينيات على الأقل عندما أظهر سايمون أنه يمكن استخدام الغزل الكهربائي لإنتاج سقالات ليفية بوليمرية بمقياس النانو ودون الميكرون مخصصة خصيصًا للاستخدام كما هو الحال في ركائز الخلايا والأنسجة المختبرية. أظهر هذا الاستخدام المبكر للشبكات الليفية المغزولة كهربائيًا في زراعة الخلايا وهندسة الأنسجة أن أنواعًا مختلفة من الخلايا تلتصق بألياف البولي كربونات وتتكاثر عليها. وقد لوحظ أنه على عكس التشكل المسطح الذي يُرى عادةً في الثقافة ثنائية الأبعاد، أظهرت الخلايا المزروعة على الألياف المغزولة كهربائيًا شكلًا ثلاثي الأبعاد أكثر استدارة يتم ملاحظته عمومًا للأنسجة في الجسم الحي.

## آلية تجديد الأنسجة باستخدام السقالات النانوية
سقالات النانو صغيرة جدًا، أصغر 100 مرة من شعر الإنسان ومصنوعة من ألياف قابلة للتحلل. يتيح استخدام هذه السقالات استخدامًا أكثر فعالية للخلايا الجذعية وتجديدها بشكل أسرع. يتم تحضير الألياف النانوية المغزولة كهربائيًا باستخدام أنابيب مجهرية يتراوح قطرها بين 100 و200 نانومتر. تتشابك هذه العناصر مع بعضها البعض على شكل شبكة عند إنتاجها. يسمح الغزل الكهربائي بالتحكم في بناء هذه الشبكات من حيث قطر الأنبوب وسمكه والمواد المستخدمة. يتم وضع سقالات النانو داخل الجسم في الموقع الذي ستحدث فيه عملية التجديد. وبمجرد حقنها، تتم إضافة الخلايا الجذعية إلى السقالات. تبين أن الخلايا الجذعية المرتبطة بسقالة تكون أكثر نجاحًا في التكيف مع بيئتها وأداء مهمة التجديد. سوف ترتبط الأطراف العصبية في الجسم بالسقالات عن طريق النسيج بين الفتحات. وهذا سيجعلهم بمثابة جسر لربط الأجزاء المقطوعة. وبمرور الوقت سوف تذوب السقالات وتخرج من الجسم بأمان تاركة أعصابًا سليمة في مكانها.
هذه التكنولوجيا هي مزيج من أبحاث الخلايا الجذعية وتكنولوجيا النانو. تعد القدرة على إصلاح الأعصاب التالفة التحدي الأكبر والجائزة للعديد من الباحثين، كما أنها خطوة كبيرة في المجال الطبي. وهذا من شأنه أن يسمح للأطباء بإصلاح الأعصاب المتضررة في حادث شديد، مثل حروق الدرجة الثالثة. ومع ذلك، لا تزال هذه التكنولوجيا في مهدها ولا تزال غير قادرة على تجديد الأعضاء المعقدة مثل القلب، على الرغم من أنه يمكن استخدامها بالفعل لتكوين الجلد والعظام والأظافر. وقد تبين أن سقالات النانو أكثر فعالية بأربع إلى سبع مرات في الحفاظ على الخلايا الجذعية حية في الجسم، مما يسمح لها بأداء وظيفتها بشكل أكثر فعالية. يمكن استخدام هذه التقنية لإنقاذ الأطراف التي قد تحتاج إلى البتر. توفر السقالات النانوية مساحة سطحية كبيرة للمواد التي يتم إنتاجها، إلى جانب الخصائص الكيميائية والفيزيائية المتغيرة. وهذا يتيح لها أن تكون قابلة للتطبيق في العديد من أنواع مختلفة من المجالات التكنولوجية.

## خلفية

### هندسة الانسجة

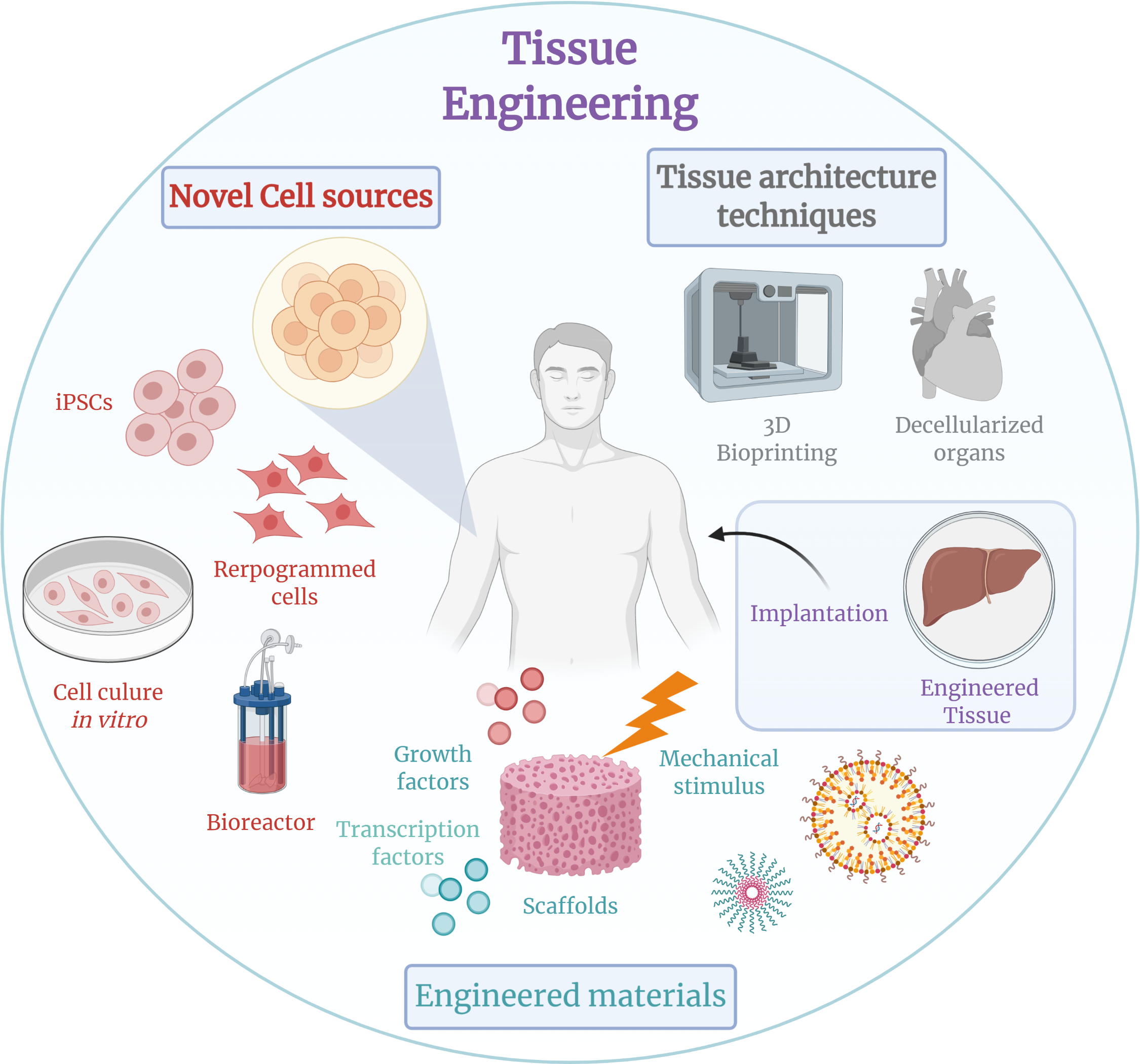
تتكون هندسة الأنسجة من استخدام الخلايا والسقالات وتقنيات هندسة الأنسجة المتنوعة لاستعادة واستبدال وتجديد أنسجة الجسم التالفة.

تتكون هندسة الأنسجة من استخدام الخلايا والسقالات وتقنيات هندسة الأنسجة المتنوعة لاستعادة واستبدال وتجديد أنسجة الجسم التالفة. الهدف من هندسة الأنسجة هو استعادة أو استبدال أو تجديد أنسجة الجسم التالفة. تُستخدم سقالات النانو جنبًا إلى جنب مع إشارات الخلايا وعوامل النمو في تطبيقات هندسة الأنسجة. تم تصميم تطبيقات هندسة الأنسجة للتغلب على العقبات المرتبطة بالزرع الخيفي، والتي تشمل الجهات المانحة غير المتاحة، والعمليات الجراحية المعقدة، والرعاية بعد العملية الجراحية. في عام 2015، قدرت قيمة السوق العالمية لهندسة الأنسجة بنحو 23 مليار دولار، ومن المتوقع أن تصل إلى 94.2 مليار دولار بحلول عام 2022. كان توقع النمو السريع بسبب زيادة اضطرابات العظام والمفاصل، حيث تشكل الأدوية التجديدية للعضلات الهيكلية 26.4% من سوق الطب التجديدي.
ترتبط معظم الخلايا البشرية داخل الأنسجة بالمصفوفة الصلبة خارج الخلية (ECM). تختلف مكونات المصفوفة الصلبة خارج الخلية بين أنواع مختلفة من أنسجة الجسم. تعمل وحدة التحكم الإلكترونية بمثابة "سقالات" طبيعية. لدى المصفوفة الصلبة خارج الخلية خمس وظائف رئيسية:
1. توفير الدعم الخلوي والبيئة الدقيقة اللازمة لتمكين نمو الخلايا والهجرة واستجابة الإشارة.
2. توفير الخواص الميكانيكية للأنسجة، مثل الصلابة والمرونة. تختلف هذه الخصائص لتوفير وظائف الأنسجة المحددة.
3. توفير منظمات نشطة بيولوجيا لتحفيز استجابات الخلايا.
4. توفير خزان لعوامل النمو الخلوي لتعزيز استجابات الخلايا.
5. توفير بيئة مادية قابلة للتحلل لاستيعاب إعادة عرض المصفوفة الصلبة خارج الخلية استجابةً للمدخلات التنموية والفسيولوجية والمرضية أثناء عمليات الأنسجة.

الهدف من سقالة النانو هو تقليد وظائف المصفوفة الصلبة خارج الخلية لتشجيع ترميم الأنسجة واستبدالها وتجديدها. كل من اختلافات المصفوفة الصلبة خارج الخلية بين أنواع الأنسجة وتعقيد المصفوفة الصلبة خارج الخلية تجعل تقليد سقالة النانو أمرًا صعبًا.

## سقالة النانو
من أجل تقليد المصفوفة الصلبة خارج الخلية، تتبع سقالة النانو أربع ميزات ووظائف رئيسية:
1. البنية: يجب أن توفر مساحة فارغة لتكوين أنسجة جديدة. يجب أن تكون المواد الحيوية للسقالة النانوية مسامية للسماح بنقل العناصر الغذائية إلى الأنسجة داخل البناء ومع ذلك، على الرغم من البنية المسامية، يجب أن تكون سقالة النانو قوية ميكانيكيًا بما يكفي لتحمل الأحمال الفسيولوجية.
2. التوافق الخلوي والأنسجة: يجب أن تدعم سقالات النانو ارتباط الخلايا ونموها وتمايزها قبل الزرع في المختبر وبعد الزرع في الجسم الحي.
3. النشاط الحيوي: يجب أن تسهل المواد الحيوية الموجودة داخل سقالة النانو وتنظم نشاط الخلايا والأنسجة، كما هو الحال في الأنسجة المضيفة الطبيعية.
4. الخاصية الميكانيكية: يجب أن توفر الشكل والثبات للأنسجة التالفة. تحدد الخواص الميكانيكية للسقالة النانوية تمايز الخلايا وتشكلها وخصائصها نظرًا لقدرة الخلية على استشعار صلابة الركيزة.

### نهج
هناك أربعة أساليب رئيسية للسقالات النانوية، والتي تشمل السقالات المسامية المعدة مسبقًا لبذر الخلايا، والمصفوفة الصلبة خارج الخلية منزوعة الخلايا من الأنسجة الخيفي أو الأجنبية لبذر الخلايا، وصفائح الخلايا ذات المصفوفة الصلبة خارج الخلية ذاتية الإفراز، وتغليف الخلايا في مصفوفة هيدروجيل ذاتية التجميع. يحتوي كل نهج على مواد مختلفة، وطرق التصنيع، والخصائص الميكانيكية الناتجة. بالإضافة إلى هذه الأساليب الأربعة، تم بحث جزيئات النانو المعدنية لتعزيز الخواص الميكانيكية للسقالات النانوية. يعد الغزل الكهربائي من ألياف النانو طريقة أخرى لتصنيع السقالات النانوية.

#### سقالات مسامية مسبقة الصنع لبذر الخلايا
تم استخدام مجموعة واسعة من المواد الحيوية للسقالات النانوية في السقالات المسامية المعدة مسبقًا لبذر الخلايا. يمكن تصنيف هذه المواد الحيوية إما طبيعية أو اصطناعية. يتم الحصول على المواد الحيوية الطبيعية من مصادر طبيعية، والتي تشمل على سبيل المثال لا الحصر، المصفوفة الصلبة خارج الخلية من الطعوم المزروعة أو الطعوم الأجنبية، وفوسفات الكالسيوم، والبوليمرات العضوية، مثل البروتينات والسكريات والدهون والنيوكليوتيدات. تزيد المواد الحيوية الطبيعية من التوافق الحيوي للسقالات النانوية، ولكنها تحد من الاستقرار الجسدي والميكانيكي. تخاطر المواد الحيوية الطبيعية بحدوث استجابة مناعية سلبية في مضيف الزرع بسبب المصدر الخيفي أو المصدر الغريب. يمكن تصنيف المواد الحيوية الاصطناعية إلى مواد عضوية أو غير عضوية. بالمقارنة مع المواد الحيوية الاصطناعية الطبيعية، فهي أكثر سهولة في تصميمها لتناسب صلابة الأنسجة المختلفة، وبالتالي فهي قابلة للتطبيق على مجموعة واسعة من الأنسجة. المواد الحيوية الاصطناعية أقل توافقًا حيويًا وتؤدي إلى انخفاض ارتباط الخلايا ونموها. يمكن تغيير خصائص السطح والكتلة داخل المواد الحيوية الاصطناعية في محاولة لزيادة التوافق الحيوي للسطح.
تم استخدام تقنيات تصنيع مختلفة لتصنيع سقالة مسامية، مثل البوروجينات داخل المواد الحيوية، والنماذج الصلبة ذات الشكل الحر أو النماذج الأولية السريعة، واستخدام الألياف المنسوجة أو غير المنسوجة. لاستخدام البوروجينات في المادة الحيوية للسقالة النانوية، يتم دمج المواد الصلبة في المواد الصلبة أو المذابة في المذيبات مع البوروجين. تشتمل البوروجينات على ثاني أكسيد الكربون، والماء، والبارافين. بعد تصنيع المادة الحيوية، تتم إزالة البوروجينات بطرق مثل التسامي والتبخر والذوبان. لذلك، عندما تتم إزالة البوروجينات، يتم ترك السقالة المسامية مع المسام. لتصنيع نماذج أولية صلبة أو نماذج أولية سريعة، تم استخدام طرق مثل التلبيد بالليزر والطباعة الحجرية المجسمة والطباعة ثلاثية الأبعاد. تستخدم هذه الطرق نقل الضوء أو الحرارة لربط أو ربط المادة الحيوية المستخدمة. يوفر الربط المتقاطع قوة مادية محسنة. توفر تقنية التصنيع التي تستخدم هياكل الألياف المنسوجة وغير المنسوجة بنية مسامية عندما يتم ربط الألياف بالطاقة الحرارية. يتم استخدام الغزل الكهربائي من خلال تطبيق الفولتية العالية في محلول البوليمر. يتم تشكيل طائرة ألياف دوارة عندما تتجاوز القوى الكهروستاتيكية القوى الموجودة في محلول البوليمر. تسمح طريقة السقالات المسامية المعدة مسبقًا بتكوين هيكل محدد. مع التصنيع الذي يسمح بتكوين هيكل معقد، يمكن ضبط السقالات النانوية التي تستخدم هذه الطريقة لتشبه المصفوفة الصلبة خارج الخلية الخاصة بالأنسجة.
المصفوفة الصلبة خارج الخلية منزوعة الخلايا من الأنسجة الخيفية و الأنسجة الأجنبية لبذر الخلايا.
تم استخدام المصفوفة الصلبة خارج الخلية منزوع الخلايا من الأنسجة الخيفية والأجنبية في هندسة الأنسجة لصمامات القلب والأوعية والأعصاب والأوتار والأربطة. للاستفادة من المصفوفة الصلبة خارج الخلية من الأنسجة الخيفية أو الأنسجة الأجنبية، يجب إزالة المستضدات الخلوية بسبب الاستجابة المناعية للمتلقي المزروع. يتم إجراء عملية إزالة الخلايا من خلال مجموعة من العمليات الفيزيائية والكيميائية والإنزيمية. تم استخدام دورات التجميد والذوبان أو المحاليل الأيونية لتحلل أغشية الخلايا. يتم بعد ذلك استخدام علاجات التربسين/EDTA لفصل المكونات الخلوية للمصفوفة الصلبة خارج الخلية. تعمل المنظفات على إذابة وإزالة سيتوبلازم الخلية ونواتها. يتم استخدام المصفوفة الصلبة خارج الخلية منزوع الخلايا مع عوامل النمو المحفوظة كسقالة نانو. توفر السقالات النانوية مصفوفة الصلبة خارج الخلية منزوعة الخلايا خواصًا ميكانيكية أقرب إلى القيم الطبيعية مقارنة بالطرق الأخرى بسبب استخدام بنية المصفوفة الصلبة خارج الخلية الطبيعية.
صفائح الخلايا مع المصفوفة الصلبة خارج الخلية ذاتية الإفراز.
في نهج ورقة الخلية، يتم استخدام الخلايا لإفراز مصفوفة صلبة خارج الخلية للسقالات. يتم استزراع الخلايا حتى التقاءها على البوليمر المستجيب للحرارة. يتم تنظيم الكارهة للماء حرارياً بشكل متكرر لفصل طبقات صفائح الخلايا المتعددة. قدرات التحميل لهذا النهج محدودة بسبب استخدام صفائح الخلايا الرقيقة. توفر صفائح الخلايا ذات المصفوفة الصلبة خارج الخلية المفرزة ذاتيًا كثافة عالية للخلايا وارتباطًا محكمًا للخلايا داخل سقالة النانو.

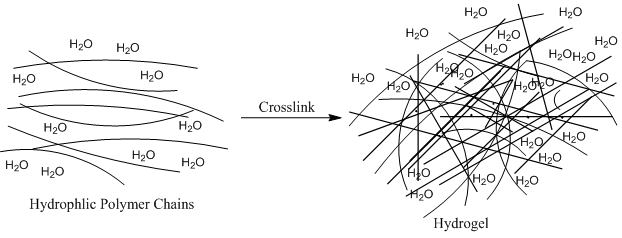
يتكون هيكل الهيدروجيل من سلاسل بوليمر محبة للماء مترابطة.

#### تغليف الخلايا في مصفوفة هيدروجيل ذاتية التجميع
يتكون هيكل الهيدروجيل من سلاسل بوليمر محبة للماء مترابطة. غشاء شبه منفذ أو كتلة صلبة متجانسة تغلف الخلايا. وتستخدم الهلاميات المائية الطبيعية والاصطناعية لتغليف الخلايا. توفر الطحالب وجينات الصوديوم مصدرًا شائع الاستخدام للسكريات. وتشمل المواد الحيوية الطبيعية الأخرى المستخدمة الاغاروز والشيتوزان. تشمل المواد الحيوية الاصطناعية بولي (إيثيلين جلايكول) وكحول البولي فينيل (PVA). قبل البدء، كانت المواد الحيوية موجودة كمونومر سائل. يتم خلط المواد الحيوية مع الخلايا. بمجرد البدء عن طريق الرقم الهيدروجيني أو درجة الحرارة أو القوة الأيونية أو التحكم في الضوء، تتجمع المواد الحيوية ذاتيًا في شبكة بوليمر صلبة. وبما أن الخلايا مختلطة قبل البدء، فإن هذا يسمح بتصنيع بنية سقالة النانو، وبذر الخلايا في خطوة واحدة. تحتوي هذه الطريقة على خواص ميكانيكية منخفضة نظرًا للهيكل القابل للتشكيل بدرجة كبيرة للسقالة النانوية وليست مثالية للتطبيقات الحاملة.

#### سقالات نانوية معدنية[11]
تعمل الجسيمات النانوية المعدنية داخل البوليمرات على زيادة القوة الميكانيكية والتوافق الحيوي للسقالات النانوية. تم استخدام النحاس والذهب وأكسيد الحديد والبلاتين والبلاديوم والسترونتيوم والتيتانيوم والزنك وأكاسيدها في تطبيقات تجديد أنسجة العظام. تم دمج هذه الجزيئات النانوية في البوليمرات مثل (حمض الجليكوليك المشترك اللاكتيك)، و(حمض اللاكتيك)، و(كابرولاكتون)، والكولاجين، وحمض الهيالورونيك، والحرير، والجينات، والفيبرين. تعمل جزيئات النحاس النانوية داخل السقالات النانوية على تعزيز الأنشطة المضادة للأكسدة ومكافحة مرض السكري. يمكن للجسيمات النانوية النحاسية داخل السقالات النانوية أن تحفز تكوين الأوعية الدموية، وهجرة الخلايا، وانتشار الخلايا البطانية. تعمل جزيئات الذهب النانوية داخل السقالات النانوية على تحفيز التمايز العظمي بسبب نقل الإشارة من المحفزات الميكانيكية. تعمل جسيمات البلاتين النانوية وجسيمات البلاديوم النانوية داخل سقالات النانو على تقليل الضغوط التأكسدية مما يقلل من تطور المرض. تعتبر الجسيمات النانوية الفضية الموجودة داخل سقالات النانو مضادة للميكروبات وتساعد في الوقاية من العدوى المسببة للأمراض بعد العملية الجراحية. تم استخدام جزيئات الفضة النانوية داخل السقالات النانوية لتطوير طلاء مقاوم للميكروبات. تتميز جسيمات التيتانيوم النانوية الموجودة في سقالات النانو بأنها مسامية للغاية، مما يجعلها مثالية لتكاثر الخلايا. تعمل جزيئات الزنك النانوية الموجودة داخل سقالات النانو على تقليل عدد أنواع الأكسجين التفاعلية، والتي ترتبط بفشل عمليات الزرع بسبب العدوى البكتيرية.

#### غزل كهربائي بألياف النانو[10]
تتكون أنظمة الغزل الكهربائي من وحدات طاقة عالية الجهد وتوصيل المواد وجمع الألياف. تنتج الفولتية العالية محلول بوليمر مشحون، والذي يخرج من وحدة التوصيل في شكل نفاث. يتم تمديد نفاث محلول البوليمر ويتبخر المذيب أو يتصلب. ثم يتم جمع الألياف في وحدة التجميع. يتم استخدام الألواح المسطحة لجمع الألياف بشكل عشوائي. يتم استخدام الدوارات لتدوير المجمع لتجميع الألياف المحاذية. يتم استخدام المجمعات متحدة المركز لتجميع الألياف على شكل قرص أو أسطوانة أو مخروط. بالمقارنة مع الألياف العشوائية، تعمل الألياف المحاذاة على تعزيز مسارات إشارات الإنتغرين، وتحتوي على خصائص متباينة الخواص مشابهة لـلمصفوفة الصلبة خارج الخلية التي تتميز بدرجات عالية من الاتجاه. يمكن تصنيع الألياف من بوليمرات طبيعية وصناعية، بما في ذلك الكولاجين، والجيلاتين، والإيلاستين، والحرير، (حمض اللاكتيك)، و(حمض الجليكوليك)، و(ԑ-كابرولاكتون)، و حمض البولي (اللاكتيك-الجليكوليك). يختلف شكل الألياف المصنعة من خلال الغزل الكهربائي باختلاف خصائص محلول البوليمر والضغط الهيدروستاتيكي ودرجة الحرارة والرطوبة. يمكن أن يؤدي الغزل الكهربائي باستخدام ألياف النانو إلى إنشاء حصائر من الألياف النانوية المسامية التي يسهل اختراقها، والتي يمكن تصنيعها بأنماط مختلفة لتطبيقات مختلفة. يحد الغزل الكهربائي للألياف النانوية من القدرات ثلاثية الأبعاد للسقالة النانوية، مما يقلل من تمايز الخلايا والتعبيرات الجينية. تم إنشاء سقالات مغزولة كهربائيًا ثلاثية الأبعاد عن طريق تكديس طبقات متعددة ثم زرع الخلايا داخل السقالة.

### افتراءات
مع التقدم الجديد في تقنيات النانو، هناك العديد من طرق التصنيع التي تعمل على تحسين الطرق المذكورة سابقًا. لمحاكاة تعقيد بنية الأنسجة الأصلية والمصفوفة خارج الخلية (ECM) بشكل مناسب، يصبح اعتماد تقنية النانو جزءًا لا يتجزأ من إنتاج غرسات السقالة.

#### بخاخة[12]
في عام 1936، حصل نورتون على براءة اختراع أول جهاز للغزل بالنفخ، وآخرها في عام 2015 نُشر بحث يصف جهازًا يحتوي على فوهات متحدة المركز حيث يتم إدخال محلول بوليمر في تيار من الغاز المتدفق من أجل تكوين ألياف نانوية من بوليمرات مثل البوليسترين. أدت التطورات الجديدة إلى تقنية البخاخة لتصنيع سقالات النانو.
البخاخة هي تقنية لتصنيع الألياف تتضمن تيارين متوازيين من السوائل متحدة المركز؛ بوليمر مذاب في مذيب متطاير وغاز مضغوط يتدفق حول محلول البوليمر، مما يولد أليافًا تترسب في اتجاه تدفق الغاز. هذه الطريقة مفضلة أكثر مقارنة بالغزل الكهربائي لأنها أقل تكلفة وأسهل في التفاعل. تتمتع هذه الطريقة بالقدرة على ترسيب الألياف المتوافقة على كل من الركائز المستوية وغير المستوية بمعدل ترسيب أسرع نسبيًا بعشر مرات من الغزل الكهربائي.
تمامًا مثل البخاخات التجارية، يمكن استخدام تقنية البخاخة الليفية النانوية "للطلاء" الألياف النانوية على نطاق أوسع من الأهداف ولكي يتبخر المذيب الحامل بسرعة قبل أن تترسب ألياف البوليمر على سطح المجموعة. على الرغم من أن التعرض الحاد لتركيزات عالية من المذيبات مثل الأسيتون قد يكون سامًا، فقد أظهرت دراسات ورقة بيانات السلامة أن الأسيتون المباشر على الخلايا لم يؤثر على قابليتها للحياة، مما أدى إلى منع مشكلة التوافق الحيوي.
تنشأ تعقيدات تقنية البخاخة عند تكوين حصائر الألياف مع حزم الألياف المحلية، ويحدث ذلك بسبب الاختلافات المورفولوجية في الألياف والهياكل البلورية.

#### فصل الطور[12]
في عام 1999، ابتكر الباحثون (بحاجة إلى تحديد) طريقة لإنشاء سقالات مصنوعة من ألياف البوليستر النانوية ذات مسامية عالية وأبعاد ألياف دون الميكرون من خلال طريقة فصل الطور.
فصل الطور، والذي يسمى أيضًا بانعكاس الطور، هو تقنية تم استخدامها لإنشاء سقالات بوليمرات مسامية من خلال تعزيز فصل المحلول البوليمري إلى مرحلتين: مرحلة غنية بالبوليمر ومرحلة فقيرة بالبوليمر.
يتم دفع محلول البوليمر إلى الانفصال على مراحل من خلال التبريد أو التبادل غير المذيب، بطريقة لا يصبح البوليمر قابلاً للامتزاج ديناميكيًا بعد الآن ويشكل مجالات غنية بالبوليمر داخل المذيب. بعد ذلك، يتم استخراج المذيب وتجميد السقالة للحفاظ على الهيكل. وأخيرًا، يشكل التجفيد سقالة ليفية بأقطار تتراوح بين 50 و500 نانومتر وقادر على إظهار مسامية بنسبة 98.5%. مرة أخرى، يتم استخدام طريقة التصنيع هذه لإنشاء سقالات ليفية نانوية من البوليستر الأليفاتي.
المذيبات المستخدمة تشمل رباعي هيدرو الفوران (تحقيق أفضل النتائج)، ثنائي ميثيل فورماميد، رباعي هيدرو الفوران/ميثانول، رباعي هيدرو الفوران/أسيتون، ديوكسان/ميثودال، ديوكسان/ماء، وديوكسان/أسيتون).
يقترب فصل الطور أكثر من الرغاوي التقليدية ذات المسام الأكبر حجمًا، مما يعني أن هذه الطريقة ستكون عرضة لتسلل الخلايا، مما يجعلها مناسبة لهندسة الأنسجة. يمكن أن يؤدي فصل الطور أيضًا إلى إنتاج مسام أصغر، ولكن هناك صعوبة في التحكم في قطر الألياف نظرًا لأن تركيز البوليمر الأولي لا يؤدي إلى أقطار ألياف أكبر في السقالات المنفصلة بالطور.
تعمل طريقة التصنيع هذه على تعزيز نمو الخلايا وتكاثرها وتمايزها، مما يجعلها مناسبة للاستخدام كأنسجة للأعضاء الاصطناعية والشبكات العصبية والمفاعلات الحيوية ومصادر الخلايا وأنظمة توصيل الأدوية.

#### تقنيات الخطوة[12]
لقد كانت "التصاميم الهندسية القائمة على القرص الدوار" أو تقنية الخطوة مطلوبة لشبكات الألياف النانوية ذات أقطار الألياف التي يمكن التحكم فيها، والمسافات التي يمكن التحكم فيها، وتوجيه الألياف الفردية. خلال هذه التقنية، يتم سحب الألياف الدقيقة/النانوية من قطرة المحلول المعلق وتسمح بمجموعة من الألياف شديدة الانحياز ذات أبعاد موحدة على الركيزة. إنه يعزز التحكم في أبعاد الألياف المودعة في التكوينات المتوافقة، وبالتالي إنشاء منصة للتحقيق في الديناميات الخلوية والالتصاق الخلوي على السقالات. تتيح هذه التقنية تباعدًا دقيقًا وتوجيهًا للألياف إلى هياكل مستوية أو غير مستوية باستخدام مجموعة واسعة من البوليمرات. ومع ذلك، هناك صعوبة في الحصول على ألياف أصغر من 100نانومتر وكذلك القيود على المواد اللزجة المرنة المستخدمة في تقنية الخطوة.
تتمتع السقالات الليفية النانوية، التي تم إنشاؤها باستخدام تقنيات الخطوة، بالقدرة على استخدامها لمجموعة واسعة من التطبيقات في هندسة الأنسجة.

## تطبيقات

### سقالات العظام[13]
بحلول عام 2012، يتلقى أكثر من نصف مليون شخص في الولايات المتحدة إصلاحات عيوب العظام سنويًا بتكلفة تقدر بـ 2.5 مليون دولار، وقد تضاعفت في السنوات الأخيرة. في الولايات المتحدة، تعد العظام واحدة من أكثر الأنسجة المزروعة، ويقدر الطلب المتزايد على ترقيع العظام وبدائلها بنحو 3.3 مليار دولار من الإيرادات. كان للاستثمارات في البحث في حلول هندسة الأنسجة سوقًا ضخمًا خاصة بالنسبة للعظام.
باعتبارها نسيج سقالة، فإن العظام مسؤولة عن الدعم والحماية وتحمل الأحمال ووظائف المكونة للدم. بالنسبة للعيوب الصغيرة، يتمتع العظم البشري بالقدرة على إعادة التشكيل وإعادة البناء على نفسه بشكل مستمر. ومع ذلك، فإن العيوب واسعة النطاق والالتهابات الناجمة عن الحوادث والالتهابات والأورام تجعل من الصعب شفاء العظام، مما يتطلب تدخلات خارجية. إن النقص المتزايد في المتبرعين، ورفض عمليات زرع الأعضاء، والفشل الميكانيكي، جعل من الصعب التوصل إلى حلول دائمة. أتاحت التطورات في تكنولوجيا النانو تطبيقات الطباعة ثلاثية الأبعاد في هندسة الأنسجة لتطوير سقالات العظام.
عادة ما تكون سقالات العظام مصنوعة من مواد مسامية قابلة للتحلل والتي توفر الدعم الميكانيكي أثناء تجديد إصلاح العظام التالفة والمريضة. يقدم تصميم السقالات سطحًا يعزز ارتباطات الخلايا ونموها وتمايزها، مع توفير شبكة مسامية لنمو الأنسجة. بالنسبة للنمو المستمر للأنسجة العظمية في السقالة العظمية، تعتبر المسامية المترابطة مهمة لأنها يمكن أن تسمح للمواد الغذائية والجزيئات بالانتقال إلى الأجزاء الداخلية من السقالة لتسهيل نمو الخلايا والأوعية الدموية وكذلك إزالة النفايات.
تم استخدام طريقة الطباعة الحيوية ثلاثية الأبعاد لتصنيع سقالات هيكلية أكثر مثالية مع تحكم أفضل في شكل المسام وحجم المسام والمسامية. يمكن أن تكون الطباعة ثلاثية الأبعاد ضرورية لسقالات العظام لأنها تأخذ في الاعتبار الدرجة العالية من المسامية بالإضافة إلى القوة الميكانيكية العالية، وهو أمر بالغ الأهمية لأداء سقالة العظام.

### سقالات عضلة القلب
من ناحية أخرى، تمتلك عضلة القلب معامل مرونة يبلغ حوالي 10 ميجا باسكال فقط، أي أصغر بثلاث مرات من العظم. ومع ذلك، فإنه يتعرض لتحميل دوري مستمر أثناء ضخ القلب. وهذا يعني أن السقالة يجب أن تكون قوية ومرنة، وهي خاصية يتم تحقيقها باستخدام المواد البوليمرية.

### هندسة الحبل الشوكي[15]
يمكن أن تضر إصابة الحبل الشوكي بشكل خطير بالشكل والوظيفة الطبيعية في جسم الإنسان، مما يؤدي غالبًا إلى فقدان كبير للوظيفة الحركية والحسية التي يمكن أن تؤثر حتى على الجسم بأكمله تحت مستوى الإصابة. ارتفع عدد حالات إصابة النخاع الشوكي على مستوى العالم إلى 27.04 مليون حالة في عام 2016، حيث يمكن أن يكلف كل مريض الاقتصاد ما بين 1 إلى 5 ملايين دولار لحالة معينة. ونتيجة لذلك، هناك حاجة كبيرة إلى حلول جديدة لمعالجة هذه القضية.
تم تطوير استراتيجيات جديدة لهندسة المواد الحيوية والأنسجة مؤخرًا لتلبية الحاجة، وتتمحور بشكل أساسي حول صياغة السقالات النانوية التي تملأ الفجوة التي نشأت في موقع الإصابة والتي تعزز بيئة مؤيدة للتجدد تساعد على تسهيل استعادة بنية الحبل الشوكي ووظيفته. يتم تحقيق ذلك من خلال ربط المناطق المكشوفة في الحبل الشوكي فعليًا عبر السقالة بالإضافة إلى توفير بيئة مواتية لأنواع الخلايا المتجددة مثل الخلايا الجذعية الوسيطة وخلايا شوان ولتعزيز استعادة المحاور العصبية وإعادة الميلانين. تلعب الخلايا المُغلفة الشمية والخلايا الجذعية وغيرها من الخلايا العصبية السلفية دورًا كبيرًا في خلق بيئة محفزة لأغراض التجدد.

من أجل صنع هذه السقالات النانوية، يتم استخدام البوليمرات الطبيعية والاصطناعية في تركيبها. بالنسبة للبوليمرات الطبيعية، يعد حمض الهيالورونيك والكولاجين من المرشحين الرئيسيين المستخدمين في الصناعة اليوم. يعد حمض الهيالورونيك مكونًا رئيسيًا في المصفوفة خارج الخلية وله خصائص متغيرة اعتمادًا على وزنه الجزيئي، وهو مفيد في تعويض الخصائص الضرورية لسقالة جيدة. يعد الكولاجين أيضًا مكونًا رئيسيًا في المصفوفة خارج الخلية، والأهم من ذلك في الأنسجة العصبية المركزية حيث يتمتع بتوافق نسجي جيد ويدعم الالتصاق والنمو.